# 君と僕の挽歌
「君と僕の挽歌」（きみとぼくのばんか）は、さかいゆうの3枚目のシングル。

## 収録曲
- 全作詞・作曲・編曲：さかいゆう（特記以外）

1. 君と僕の挽歌
  - テレビ東京系アニメ「君と僕。2」エンディングテーマ
  - 2ndアルバム『How's it going?』収録
2. 三日月ナイフ
  - 作詞：岡本定義
  - 事務所の先輩である、COILの岡本定義が作詞している。
3. Lalalai～幡多弁ver.～
  - 2012年2月29日に配信リリースした「Lalalai」の別バージョン。
4. 君と僕の挽歌 <backing track>

## カバー

### 君と僕の挽歌
- 二宮和也（嵐）（2022年6月20日、アルバム『○○と二宮と』収録（配信）[1]、CDは嵐ファンクラブ会員限定で2022年6月17日発売[2]。）